# Chana Masson
Chana Franciela Masson de Souza (* 18. Dezember 1978 in Capinzal, Brasilien) ist eine ehemalige brasilianische Handballspielerin, die für die brasilianische Nationalmannschaft auflief.

## Karriere

### Im Verein
Masson begann das Handballspielen im Alter von elf Jahren in ihrem Geburtsort. Um sich handballerisch weiterzuentwickeln, verließ sie im Alter von 15 Jahren ihr Elternhaus und zog nach São Paulo. Dort lief sie anfangs für Guarrullos auf. Später gehörte die Torhüterin dem Kader von Ulbia an. Anschließend wechselte sie zum spanischen Verein CB Elche. Ihre nächste Station in Spanien war Ferrobús Mislata, mit dem sie 2000 den EHF-Pokal sowie 2001, 2003 und 2004 den spanischen Pokal gewann.
Masson schloss sich im Sommer 2004 dem dänischen Erstligisten FCK Håndbold an. Nachdem FCK Håndbold die Verpflichtung der ungarischen Torfrau Katalin Pálinger zur Saison 2005/06 angekündigt hatte, wechselte sie im Sommer 2005 zum deutschen Bundesligisten HC Leipzig, da sie sich dort größere Spielanteile versprach. Mit Leipzig gewann sie 2006 die deutsche Meisterschaft sowie 2006 und 2007 den DHB-Pokal. Im Jahr 2007 kehrte sie nach Dänemark zurück und schloss sich Randers HK an. Mit Randers feierte sie im Jahr 2010 den Gewinn des EHF-Pokals sowie 2012 den Gewinn der dänischen Meisterschaft.
Masson wechselte im Sommer 2013 zum Ligakonkurrenten Viborg HK. Im Jahr 2014 errang sie mit Viborg die dänische Meisterschaft, den dänischen Pokal und den Europapokal der Pokalsieger. Ein Jahr später unterschrieb sie einen Vertrag bei HC Odense, der sich zum Saisonstart 2016/17 in Odense Håndbold umbenannte. Dort beendete sie im Jahr 2017 ihre Karriere.
Nach ihrem Rücktritt wurde Masson schwanger. Sie kehrte mit ihrem Ehemann nach Brasilien zurück, wo sie ihre Tochter zur Welt brachte. Aufgrund der dortigen Lebenssituation entschloss sie sich wieder nach Europa zurückzukehren. Nachdem die Handballspielerin Heidi Løke mit ihr Kontakt aufgenommen hatte, gab sie im Jahr 2018 ihr Comeback für den norwegischen Erstligisten Storhamar Håndball. Mit Storhamar unterlag sie im Dezember 2018 im norwegischen Pokalfinale gegen die Vipers Kristiansand. Im Mai 2019 scheiterte sie im Finale um die norwegische Meisterschaft erneut an den Vipers Kristiansand. Ab 2019 lief sie für den russischen Erstligisten PGK ZSKA Moskau auf. Mit ZSKA gewann sie 2021 die russische Meisterschaft. Ab dem Sommer 2021 stand sie beim dänischen Verein Horsens HK unter Vertrag. Im August 2022 löste Masson ihren Vertrag aus persönlichen Gründen auf und beendete ihre Karriere. Im Oktober 2022 gab der sizilianische Verein Handball Erice die Verpflichtung von Masson bekannt. Mit Erice gewann sie 2023 den italienischen Pokal. Nach der Saison 2024/25 beendete sie ihre Karriere und übernahm das Torwarttraining bei Handball Erice.

### In Auswahlmannschaften
Masson gehörte dem Kader der brasilianischen Nationalmannschaft an. Für Brasilien nahm sie in den Jahren 2000, 2004, 2008 und 2012 an den Olympischen Spielen teil. Ihre beste Platzierung war der sechste Platz im Jahr 2012. Masson nahm weiterhin dreimal an den Panamerikanischen Spielen teil. Dort gewann sie 1999, 2003 sowie 2007 jeweils die Goldmedaille. Bei der Weltmeisterschaft 2011 wurde sie in das All-Star-Team gewählt. Kurz vor der Weltmeisterschaft 2013 beendete sie ihre Länderspiellaufbahn.